# Sericoides rufocastanea
Sericoides rufocastanea är en skalbaggsart som beskrevs av Germain 1863. Sericoides rufocastanea ingår i släktet Sericoides och familjen Melolonthidae. Inga underarter finns listade i Catalogue of Life.